# Soyombo

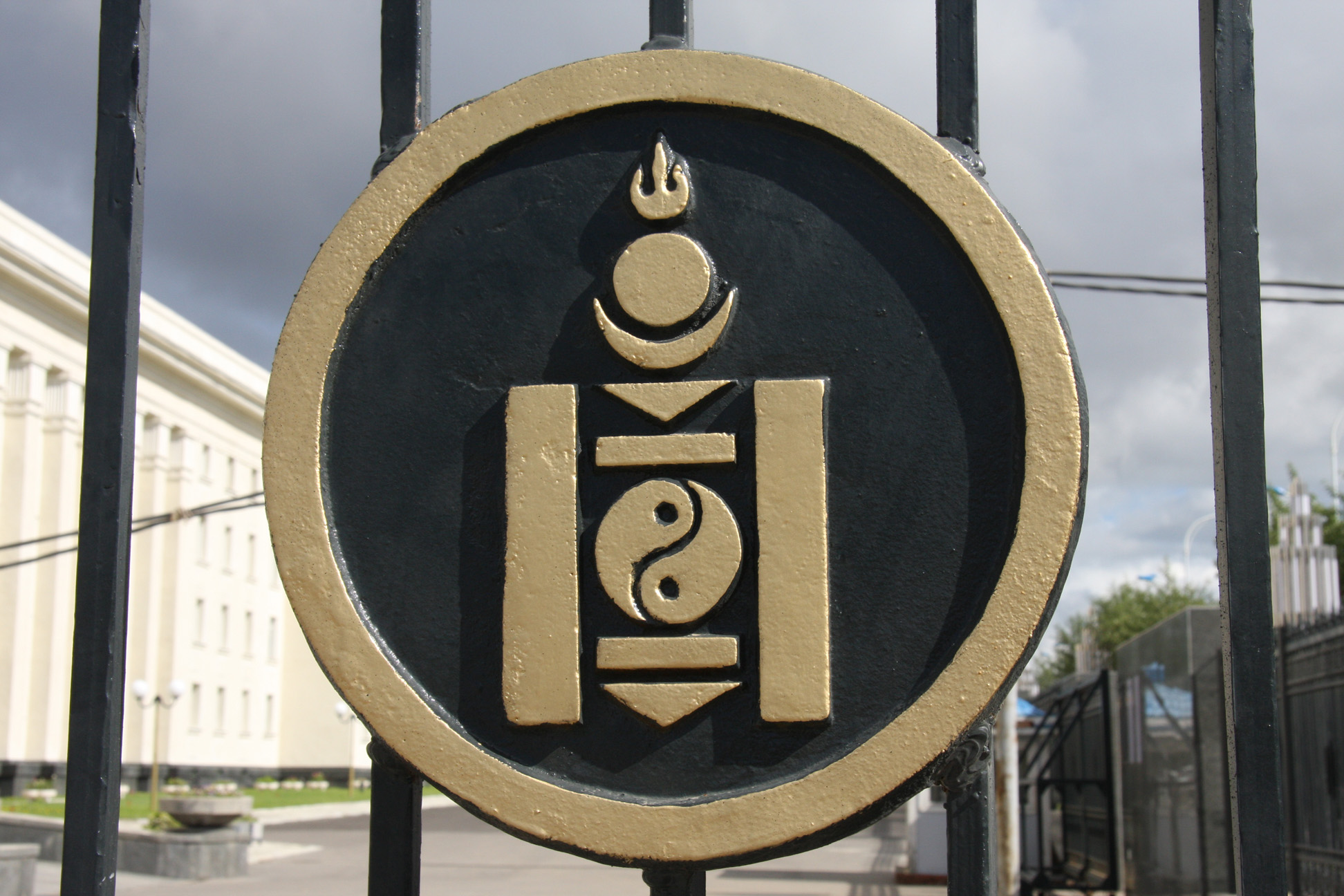
Símbolo Soyombo no portão do palácio do governo em Ulaanbaatar

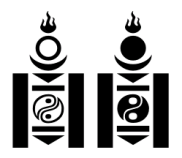
As duas variantes do símbolo Soyombo

Bandeira da Buriácia

Soyombo (em mongol:  Соёмбо, ᠰᠣᠶᠤᠮᠪᠤ  de svayambhu) é um caractere especial do alfabeto Soyombo criado por Zanabazar em 1686. O nome "Soyombo" é derivado do sânscrito  svayambhu  "auto-criado". Ele serve como um símbolo nacional de Mongólia, que se encontra na bandeira da Mongólia, no emblema do país  e em muitos outros documentos oficiais.
No alfabeto Soyombo, as duas variações do símbolo Soyombo são usadas para marcar o início e o fim de um texto. Pensa-se que o próprio símbolo posaa ser anterior à escrita.

## Simbolismo
O Soyombo possui dez elementos na disposição em coluna de símbolos e padrões abstratos e geométricos. Eles são fogo, sol, lua, dois triângulos, dois retângulos horizontais, o  Taiji  (yin-yang) e dois retângulos verticais. Os elementos no símbolo têm o seguinte significado (de cima para baixo):
- O fogo é um símbolo geral do crescimento eterno, da riqueza e do sucesso. As três línguas da chama representam o passado, o presente e o futuro.
- O sol e a lua simbolizam que a nação mongol irá existir para a eternidade como o eterno céu azul. Símbolo mongol do sol, da lua e do fogo derivado do Xiongnu.
- Os dois triângulos aludem à ponta de uma flecha ou lança. Eles apontam para baixo para anunciar a derrota de inimigos interiores e exteriores.
- Os dois retângulos horizontais dão estabilidade à forma redonda. A forma retangular representa a honestidade e a justiça do povo da Mongólia, quer estejam no topo ou no fundo da sociedade.
- O símbolo Taiji ilustra o complemento mútuo do homem e da mulher. Nos tempos socialistas, foi alternativamente interpretado como dois peixes simbolizando a vigilância, porque os peixes nunca fecham os olhos.
- Os dois retângulos verticais podem ser interpretados como as paredes de um forte. Eles representam unidade e força, relativos a um provérbio mongol: "A amizade de dois é mais forte do que os muros de pedra."[1]

## Uso
O símbolo do Soyombo aparece na bandeira da Mongólia desde 1911 (exceto entre 1921 e 1924). Serviu como o Emblema da Mongólia de 1924 a 1940, e foi incluído no projeto novamente em 1992. Os veículos das Forças armadas da Mongólia têm o símbolo como uma marcação.
O símbolo é visto em todo o país, especialmente numa encosta junto a Ulaanbaatar.
A bandeira e os brasões da Buriácia, bem como a do bandeira Okrug de Agin-Buryat Okrug na Rússia, e do Partido do povo da Mongólia Interior exibem os principais elementos (Chama, Sol e Lua).